# Don Ritchie
Pour les articles homonymes, voir Ritchie.
Donald Alexander Ritchie, dit Don Ritchie, est un athlète écossais né le 6 juillet 1944 à Haddo House, un manoir écossais situé dans l'Aberdeenshire en Écosse et mort le 16 juin 2018 à Lossiemouth dans le Moray en Écosse,, adepte de la course d'ultrafond, ayant réalisé 14 records du monde depuis 1977.

## Biographie
Don Ritchie a réalisé 14 records du monde depuis 1977 et est toujours détenteur de deux records du monde des 6 heures et des 100 km à son décès,,.

## Records du monde
- 6 heures piste : 97,200 km aux 100 km Crystal Palace Track Race de Londres en 1978 (6 h split)[4]
- 100 km piste : 6 h 10 min 20 s aux 100 km Crystal Palace Track Race de Londres en 1978[4]

## Records personnels
- Marathon : 2 h 19 min 34 s au marathon de Londres[8],[9]
- 50 km piste : 2 h 50 min 30 s à Altrincham en 1979[8]
- 150 km piste : 10 h 36 min 42 s aux 100 miles Crystal Palace Track Race de Londres en 1977 (150 km split)[10],[11]
- 100 miles piste : 11 h 30 min 51 s aux 100 miles Crystal Palace Track Race de Londres en 1977[12]
- 200 km piste : 16 h 19 min 16 s aux 24 heures Self-Transcendence Track Race à Copthall en 1991 (200 km split)[8]
- 12 heures en salle : 149,562 km aux championnats des 24 h à Milton Keynes en 1990 (12 h split)[13]
- 24 heures piste : 268,251 km aux 24 heures Self-Transcendence Track Race à Copthall en 1991[13]